# Drush
Drush (ausgesprochen [drʌʃ]) steht für Drupal Shell und ist ein Commandline-Unix-Scripting-Interface zum Verwalten von Drupal-Websites. Drush ermöglicht es, eine Vielzahl von administrativen Aufgaben, wie zum Beispiel das Aktualisieren von Modulen, das Zurücksetzen von Passwörtern, das Durchführen von Datenbankbackups und Migrationen, sowie Cron-Runs und Cache-Clears direkt von einer Unix-Shell auszuführen. Drush-Core enthält bereits über 150 Befehle (Version 8) und kann durch Contrib-Module und Plugins um weitere Befehle erweitert werden.

## Verbreitung
Drush erleichtert die Entwicklung und Administration von Drupal-Websites maßgeblich und ist in der Drupal-Community ein weit verbreitetes Tool. Dies zeichnet sich auch durch über 2.200 Stars auf Github sowie mehr als 1,4 Millionen Downloads auf der ursprünglichen Drupal-Projektseite aus.
Seit seiner Listung auf Packagist 2014 wurde Drush (Stand Februar 2022) über 20,1 Millionen Mal heruntergeladen.

## Entwicklung
Drush wurde ursprünglich von Arto Bendiken unter der Unlicense-Lizenz für Drupal 4.7 entwickelt und 2007 von Franz Heinzmann für Drupal 5 teilweise überarbeitet und redesigned. Drush wird zurzeit von Moshe Weitzman verwaltet, mit nennenswerter Unterstützung von Owen Barton, Greg Anderson, Jonathan Araña Cruz, Jonathan Hedstrom, Christopher Gervais und Claudiu Cristea.